# 江田镇
江田镇，隶属福建省福州市长乐区，位于长乐区东南方，面积86．1平方公里，人口41770人（2000年普查）鎮政府驻地為江田村。管辖下有三溪村、漳板村、南山村、流水村等17条村。